# 永興 (明元帝)
永興（えいこう）は、南北朝時代の北魏において明元帝の治世に使用された元号。409年閏10月 - 413年12月。
北魏ではのちの孝武帝の時代にも永興の元号が用いられた。

## 西暦・干支との対照表
| 永興 | 元年  | 2年   | 3年   | 4年   | 5年   |
| 西暦 | 409年 | 410年 | 411年 | 412年 | 413年 |
| 干支 | 己酉  | 庚戌  | 辛亥  | 壬子  | 癸丑  |